# 二二八国家紀念館
二二八国家紀念館（ににはちこっかきねんかん、繁体字中国語: 二二八國家紀念館）は、中華民国（台湾）台北市中正区にある、二・二八事件による犠牲者の名誉回復を目的として運営されている施設。2011年2月28日開設。

## 沿革
日本統治時代、台湾総督府は各種の近代化教育の実施を推進するため「台湾教育会」を創設。そして1931年4月、当時台湾総督府営繕課にいた井手薫の設計により台湾教育会館が完成。1946年には台湾省参議会の執務や会議の場所として使用される。1949年には台湾省教育会に接収されたが、この建物自体は「台湾省参議会」を改制した後の「台湾省臨時省議会」が引き続き使用。1959年、米国大使館・文化交流局は臨時省議会が前年に引越した後にここに移り、20年間使用される。米国が台湾と断交した後は「アメリカ文化センター」と改名し運用、1993年には三級古蹟に指定される。2006年7月に行政院は「二二八国家紀念館」の所在地を決め現在に至る。

## 展示
展覧時間：午前10時 - 午後5時
休館日：毎週月曜日（祝日の際は開館し、翌日休館）、旧暦の大晦日、旧暦の正月3ヶ日
室内展示は以下の10のコーナーからなる。
- エリア1　- 事件の背景
- エリア2　- 事件の勃発
- エリア3　- 事件の顛末
- エリア4　- 慰めと軍隊配備
- エリア5　- 清郷と鎮圧
- エリア6　- 受難の英霊たち
- エリア7　- 受難者の壁
- エリア8　- 施儒珍の壁
- エリア9　- 傷跡の記憶
- エリア10　- 受難者ファイルの塔

## 交通
台北市中正区南海路54号。泉州街と交差。MRT小南門駅 (台北市)から徒歩8分。中正紀念堂駅から徒歩10分。近くには教師会館や台北市立建国高級中学がある。

## 参考資料
- 台北市政府文化局